# Sankt Oswald bei Plankenwarth
Sankt Oswald bei Plankenwarth é um município da Áustria, situado no distrito de Graz-Umgebung, na estado da Estíria. Tem 11,81 km² de área e sua população em 2019 foi estimada em 1.263 habitantes.